# Abraxas permutans
Abraxas permutans là một loài bướm đêm trong họ Geometridae.